# Tranh thờ Đạo giáo
Tranh phục vụ cho mục đích tôn giáo vốn rất phổ biến, tranh thờ Đạo giáo, như tên gọi của nó, được sử dụng trong các nghi lễ Đạo Giáo và là một phần trong hệ thống các đồ thờ cúng khác như mũ áo, thầy Tào, ấn, kiếm, mặt nạ...dùng trong những dịp lễ cúng.

## Đặc điểm
Tranh thờ mang sắc thái và giá trị thẩm mỹ rất riêng. Tranh có lối bố cục lạ: hẹp, dài với dày đặc các nhân vật thần linh. Các nhân vật thần chủ này lại tuân theo một quy tắc xã hội: nhân vật nào có quyền năng lớn được vẽ to, chiếm vị trí trung tâm, và các thần ít quyền năng hơn thì được vẽ đơn giản, nhỏ. Màu sắc tranh thờ là màu tự nhiên, ít pha trộn như đỏ, vàng, trắng, đen, xanh lá cây... đây đó họa công còn dùng cả vàng lá, bạc lá thếp thêm vào tranh tạo nên sự quyện ấm tươi tắn - có thể dễ dàng đoán được những màu ấy trong tranh mang tính ước lệ, biểu trưng nhiều hơn là tả thực.

### Phong cách nghệ thuật
Một trong những điều đáng chú ý nhất là phong cách nghệ thuật Đồng Hiện và Liên Hoàn được sử dụng triệt để, tạo nên hiệu quả rất cao. Nghĩa là trong cùng một khuôn tranh, người ta bắt gặp đủ các lớp không gian, thời gian, thực và ảo khác nhau; các thần chính, thần phụ, ma quỷ và con người trên cùng một mặt tranh. Lại có những bức tranh thờ vẽ đủ cả các cảnh từ mặt đất lên bầu trời, từ núi sông tới biển cả, từ địa ngục tới tiên cảnh tùy theo trí tưởng tượng của người vẽ tranh. Điều ấy khiến không gian tranh mênh mang, thời gian trong tranh vô tận chứ không ghim chặt vào một thời điểm sáng hay chiều nào. Xét về mặt nào đó, đây là một sự giải phóng về mặt tư tưởng, là một thành công trong tư duy sáng tác của các họa công tranh thờ.

### Các nhân vật chính
Tranh vẽ một loạt các hình tượng nhân vật đáng chú ý khác nữa. Đó chính là những vị thần chủ như Thập điện diêm vương, Tứ đại nguyên súy, Tả Sư Hữu Thánh... và các thần phụ đi kèm. Những vị thần chủ chính thường được khắc họa nổi bật, các chi tiết tạo hình chọn lựa kỹ càng, mang tính biểu trưng cao, ví như hình ảnh những lưỡi lửa bừng bừng cháy trên thanh gươm của vị Tả Sư và con rắn xanh quấn quanh gươm của vị Hữu Thánh - trong bộ tranh đôi Tả Sư Hữu Thánh. Những hình ảnh nói trên là ví dụ về sự khái quát, cô đọng bằng đường nét: diễn tả sức mạnh bừng bừng không gì cản nổi (như ngọn lửa), thâm sâu lạnh lẽo (như nọc độc của con rắn xanh), thứ quyền lực bao trùm, mạnh mẽ khủng khiếp của hai vị quan chấp pháp.

### Các nhân vật phụ
Trong khi đó, các nhân vật phụ thường được vẽ không mấy cụ thể, mang những tư thế giống hệt nhau, thậm chí đôi khi là những bản sao hoàn chỉnh về sắc độ. Chính những hình tượng phụ này cũng là một điểm rất đáng lưu ý: hàng chục hình tượng vẽ lặp lại, na ná nhau, lại xếp liền tù tì thành một hàng hay nhiều hàng chồng chéo, giống như một loại họa tiết trang trí độc đáo.

## Đời sống tâm linh
Với các dân tộc thiểu số, người thầy cúng và các lễ thờ cúng luôn là chỗ dựa cho đời sống tâm linh của họ. Người thầy cúng được kính trọng, có uy tín trong cộng đồng và phải được cấp sắc, được học hành. Các lễ cúng không chỉ là phong tục tập quán đối với người dân tộc thiểu số mà còn là hoạt động sinh hoạt văn hóa. Gắn liền với các lễ cúng ấy, tranh thờ đóng một vai trò quan trọng (xem thêm Vai trò của Tranh thờ Đạo Giáo trong tín ngưỡng) thể hiện và diễn tả các tín ngưỡng, lối tư duy và cách hành xử trong cuộc sống của đồng bào dân tộc thiểu số.

## Vai trò trong tín ngưỡng

### Tranh thờ nằm trong một hệ thống các đồ thờ
Trong sinh hoạt thường ngày, người dân miền núi phía Bắc không dùng tranh để trang trí nơi ăn ở của mình, không chỉ tranh mà tượng hay các tác phẩm điêu khắc cũng vậy. Tranh thờ Đạo giáo - do các họa công tranh thờ vẽ và sao chép - nằm trong một hệ thống các đồ dành cho thờ cúng như áo choàng mũ, kiếm cúng, lệnh bài, mặt nạ, nhạc cụ, sách cúng... Những vật này thuộc sở hữu của thầy Tào và chỉ được bày ra trong mỗi dịp lễ cúng.

### Các quy tắc bảo vệ sự linh thiêng của tranh thờ
Các thầy Tào có những quy tắc bảo vệ sự linh thiêng của bộ tranh thờ rất chặt chẽ:
- Nếu không đủ các nghi lễ trọng thể thì không được mở tranh ra vì như thế các thần tướng âm binh sẽ tràn ra phá hoại. Vì vậy, cúng xong thì phải làm lễ thu hồi âm binh thần tướng trở lại trong tranh, rồi tranh được cuộn lại, cất đi.
- Thầy Tào khi già yếu không còn khả năng đi cúng thì phải làm lễ "kế nghiệp" trang trọng để trao lại tranh cúng và ấn tín cho người kế cận. Nếu không có người kế cận thì phải làm lễ đem tranh cất vào đáy hang sâu, coi như giam hãm thần tướng âm binh vào đó.
- Khi mời họa công đến vẽ thì phải lập ra một gian riêng, biệt lập với nữ giới. Họa công còn làm các lễ thu thần chủ của tranh cũ vào gương rồi chuyển các vị sang tranh thờ mới vẽ xong, rồi lại trang trọng làm lễ tạ rồi mới sử dụng bộ tranh.

### Vai trò của thầy Tào
Với các dân tộc thiểu số, thầy Tào và các lễ thờ cúng luôn là chỗ dựa cho đời sống tâm linh của họ. Người thầy cúng được kính trọng, có uy tín trong cộng đồng và phải được cấp sắc, được học hành. Các lễ cúng không chỉ là phong tục tập quán đối với người dân tộc thiểu số mà còn là hoạt động sinh hoạt văn hóa. Gắn liền với các lễ cúng ấy, tranh thờ đóng một vai trò quan trọng thể hiện và diễn tả các tín ngưỡng, lối tư duy và cách hành xử trong cuộc sống của đồng bào.